# Gimnastyka na Igrzyskach Wspólnoty Narodów 2022
Gimnastyka na Igrzyskach Wspólnoty Narodów 2022 odbyła się w dniach 29 lipca – 6 sierpnia 2022 roku w Arena Birmingham w Birmingham. Stu trzydziestu dwóch zawodników obojga płci rywalizowało w dwudziestu konkurencjach.

## Podsumowanie

### Klasyfikacja medalowa
| Klasyfikacja medalowa | Klasyfikacja medalowa | Klasyfikacja medalowa | Klasyfikacja medalowa | Klasyfikacja medalowa | Klasyfikacja medalowa |
| Miejsce               | państwo               | Złoto                 | Srebro                | Brąz                  | Razem                 |
| --------------------- | --------------------- | --------------------- | --------------------- | --------------------- | --------------------- |
| 1                     | Anglia                | 11                    | 5                     | 2                     | 18                    |
| 2                     | Australia             | 4                     | 5                     | 3                     | 12                    |
| 3                     | Malezja               | 2                     | 0                     | 1                     | 3                     |
| 4                     | Kanada                | 1                     | 5                     | 7                     | 13                    |
| 5                     | Cypr                  | 1                     | 3                     | 5                     | 9                     |
| 6                     | Walia                 | 1                     | 0                     | 0                     | 1                     |
| 7                     | Szkocja               | 0                     | 1                     | 1                     | 2                     |
| 8                     | Irlandia Północna     | 0                     | 1                     | 0                     | 1                     |
| 9                     | Południowa Afryka     | 0                     | 0                     | 1                     | 1                     |
| Razem                 | Razem                 | 20                    | 20                    | 20                    | 60                    |

### Medaliści
Gimnastyka sportowa
| Konkurencja                           | 1. miejsce                                                                                       | 2. miejsce                                                                                | 3. miejsce                                                                                        |           |
| Mężczyźni                             | Mężczyźni                                                                                        | Mężczyźni                                                                                 | Mężczyźni                                                                                         | Mężczyźni |
| ------------------------------------- | ------------------------------------------------------------------------------------------------ | ----------------------------------------------------------------------------------------- | ------------------------------------------------------------------------------------------------- | --------- |
| Wielobój drużynowy                    | Anglia · Joe Fraser · James Hall · Jake Jarman · Giarnni Regini-Moran · Courtney Tulloch         | Kanada · Félix Dolci · Mathys Jalbert · Chris Kaji · Jayson Rampersad · Kenji Tamane      | Cypr · Georgios Angonas · Michalis Chari · Ilias Georgiou · Marios Georgiou · Sokratis Pilakouris |           |
| Wielobój indywidualny                 | Jake Jarman                                                                                      | James Hall                                                                                | Marios Georgiou                                                                                   |           |
| Ćwiczenia wolne                       | Jake Jarman                                                                                      | Félix Dolci                                                                               | Giarnni Regini-Moran                                                                              |           |
| Ćwiczenia na koniu z łękami           | Joe Fraser                                                                                       | Rhys McClenaghan                                                                          | Jayson Rampersad                                                                                  |           |
| Ćwiczenia na kółkach                  | Courtney Tulloch                                                                                 | Sokratis Pilakouris                                                                       | Chris Kaji                                                                                        |           |
| Skoki                                 | Jake Jarman                                                                                      | Giarnni Regini-Moran                                                                      | James Bacueti                                                                                     |           |
| Ćwiczenia na poręczach                | Joe Fraser                                                                                       | Giarnni Regini-Moran                                                                      | Marios Georgiou                                                                                   |           |
| Ćwiczenia na drążku                   | Ilias Georgiou                                                                                   | Tyson Bull                                                                                | Marios Georgiou                                                                                   |           |
| Kobiety                               |                                                                                                  |                                                                                           |                                                                                                   |           |
| Wielobój drużynowy                    | Anglia · Ondine Achampong · Georgia-Mae Fenton · Claudia Fragapane · Alice Kinsella · Kelly Simm | Australia · Romi Brown · Georgia Godwin · Kate McDonald · Breanna Scott · Emily Whitehead | Kanada · Laurie Denommée · Jenna Lalonde · Cassie Lee · Emma Spence · Maya Zonneveld              |           |
| Wielobój indywidualny                 | Georgia Godwin                                                                                   | Ondine Achampong                                                                          | Emma Spence                                                                                       |           |
| Skoki                                 | Georgia Godwin                                                                                   | Laurie Denommée                                                                           | Shannon Archer                                                                                    |           |
| Ćwiczenia na poręczach asymetrycznych | Georgia-Mae Fenton                                                                               | Georgia Godwin                                                                            | Caitlin Rooskrantz                                                                                |           |
| Ćwiczenia na równoważni               | Kate McDonald                                                                                    | Georgia Godwin                                                                            | Emma Spence                                                                                       |           |
| Ćwiczenia wolne                       | Alice Kinsella                                                                                   | Ondine Achampong                                                                          | Emily Whitehead                                                                                   |           |

Gimnastyka artystyczna
| Konkurencja           | 1. miejsce                                                        | 2. miejsce                                                              | 3. miejsce                                             |         |
| Kobiety               | Kobiety                                                           | Kobiety                                                                 | Kobiety                                                | Kobiety |
| --------------------- | ----------------------------------------------------------------- | ----------------------------------------------------------------------- | ------------------------------------------------------ | ------- |
| Wielobój drużynowy    | Kanada · Tatiana Cocsanova · Carmel Kallemaa · Suzanna Shahbazian | Australia · Ashari Gill · Lidija Jakowlewa · Alexandra Kiroi-Bogatyreva | Anglia · Marfa Ekimova · Alice Leaper · Saffron Severn |         |
| Wielobój indywidualny | Marfa Ekimova                                                     | Anna Sokolova                                                           | Alexandra Kiroi-Bogatyreva                             |         |
| Obręcz                | Gemma Frizelle                                                    | Anna Sokolova                                                           | Carmel Kallemaa                                        |         |
| Piłka                 | Ng Joe Ee                                                         | Suzanna Shahbazian                                                      | Anna Sokolova                                          |         |
| Maczuki               | Alexandra Kiroi-Bogatyreva                                        | Carmel Kallemaa                                                         | Izzah Amzan                                            |         |
| Wstążka               | Ng Joe Ee                                                         | Louise Christie                                                         | Carmel Kallemaa                                        |         |